# Bacchisa violacea
Bacchisa violacea är en skalbaggsart som beskrevs av Stefan von Breuning 1950. Bacchisa violacea ingår i släktet Bacchisa och familjen långhorningar.
Artens utbredningsområde är Sarawak. Inga underarter finns listade.